# جان مکی
جان مکی (انگلیسی: John Mackey؛ زادهٔ ۱۵ اوت ۱۹۵۳) کارآفرین، بازرگان و مدیر ارشد اجرایی آمریکایی است، که در حال حاضر به‌عنوان یکی از دو مدیر عامل اجرایی شرکت هول فودز مارکت فعالیت می‌کند. وی یکی از دو بنیانگذار این شرکت نیز می‌باشد.